# Steffen Hamann
Steffen Hamann (nacido el 14 de junio de 1981 (43 años) en Rattelsdorf, Alemania)  es un exjugador de baloncesto alemán cuya carrera se alargó durante 17 temporadas, todas menos una en la Basketball Bundesliga. Con 1.93 de estatura, jugaba en la posición de base. Fue asiduo en el combinado nacional de Alemania.

## Equipos
- GHP Bamberg (1998-2006)
- Fortitudo Bologna (2006-2007)
- GHP Bamberg (2007-2008)
- ALBA Berlín (2008-2010)
- Bayern de Múnich (2010-2014)
- Baunach Young Pikes (2014-2015)